# Joseph Saladin
Joseph Saladin (geboren am 26. November 1901 in Therwil bei Basel; gestorben 1984) war ein Schweizer Schriftsteller. 

## Leben
Saladin verbrachte seine Jugendjahre in Therwil, bereiste aber früh zahlreiche Länder; unter anderem hielt er sich in Skandinavien, England, Italien, Griechenland und der Türkei auf. Sein Roman Das kleine verlorene Glück trägt weitgehend autobiographische Züge. Aus dieser Erzählung stammt die folgende Textpassage: «Unser väterliches Gewerbe, eine Grabsteinwerkstatt, ging von alters her nach strenger Ueberlieferung immer an den ältesten Sohn über; so wollte es das Familiengesetz.» Saladin besass nicht das Erstgeburtrecht, und er fand am elterlichen Wohnort kein Auskommen. So zog er – aus damaliger Sicht – in ferne Länder. Den erwähnten Text ergänzt er dann aber: «Einstmals war mir unser Dorf viel zu eng und zu klein, zu still und zu bedeutungslos. Heute gäbe ich den ganzen bunten Schein der Welt für die glückliche Ruhe unseres Dorfes.»
Nach seiner Rückkehr in die Schweiz begann er Kurzgeschichten und Erzählungen zu verfassen. Er nahm an verschiedenen Wettbewerben teil und erhielt Auszeichnungen für sein literarisches Schaffen. So wurde die Literaturkommission der Stadt Zürich auf ihn aufmerksam und verhalf ihm zu einem schriftstellerischen Werkjahr. In der Folge schrieb er acht Romane und Novellen, die veröffentlicht wurden. Ebenso verfasste er ein Kinderbuch, das vom Schweizerischen Jugendschriftenwerk publiziert wurde. Im Hauptberuf war Saladin Eisenbahner, und sein schriftstellerisches Schaffen war seine Nebentätigkeit. Er starb im Jahre 1984.
Erwin Heimann schrieb 1971 im Vorwort zu der Novelle Unbekannte Soldaten: «Die Schriftsteller von Rang, die es noch wagen, ihren Lesern eine Geschichte zu erzählen, sind heute selten geworden, da das erzählerische Moment vor Modeströmungen und Manieren zurücktritt. Einer der wenigen ist Josef Saladin.»

## Werke (Auswahl)
- Leben. Verlag Scheuch, Zürich 1937.
- Das grosse Sehnen des Christoph Eicher. Verlag Oprecht, Zürich/New York 1941.
- Das Lawinenkind. Verlag Ott, Basel 1954.
- Stunden der Bewährung. Verlag Gute Schriften, Bern 1956.
- Engelstrasse 67. Verlag Huber, Frauenfeld 1958.
- Das kleine verlorene Glück. Verlag Friedrich Reinhardt, Basel.
- Der Verschollene. Verlag Gute Schriften, Bern 1961
- Unbekannte Soldaten. Verlag Gute Schriften, Bern 1971.
- Der Wasserwolf. Schweizerisches Jugendschriftenwerk, Zürich 1971.
- Von unseren Bachkrebsen. Separatdruck aus dem Schweizerischen Jahrbuch Die Ernte 1956.